# Geldauto

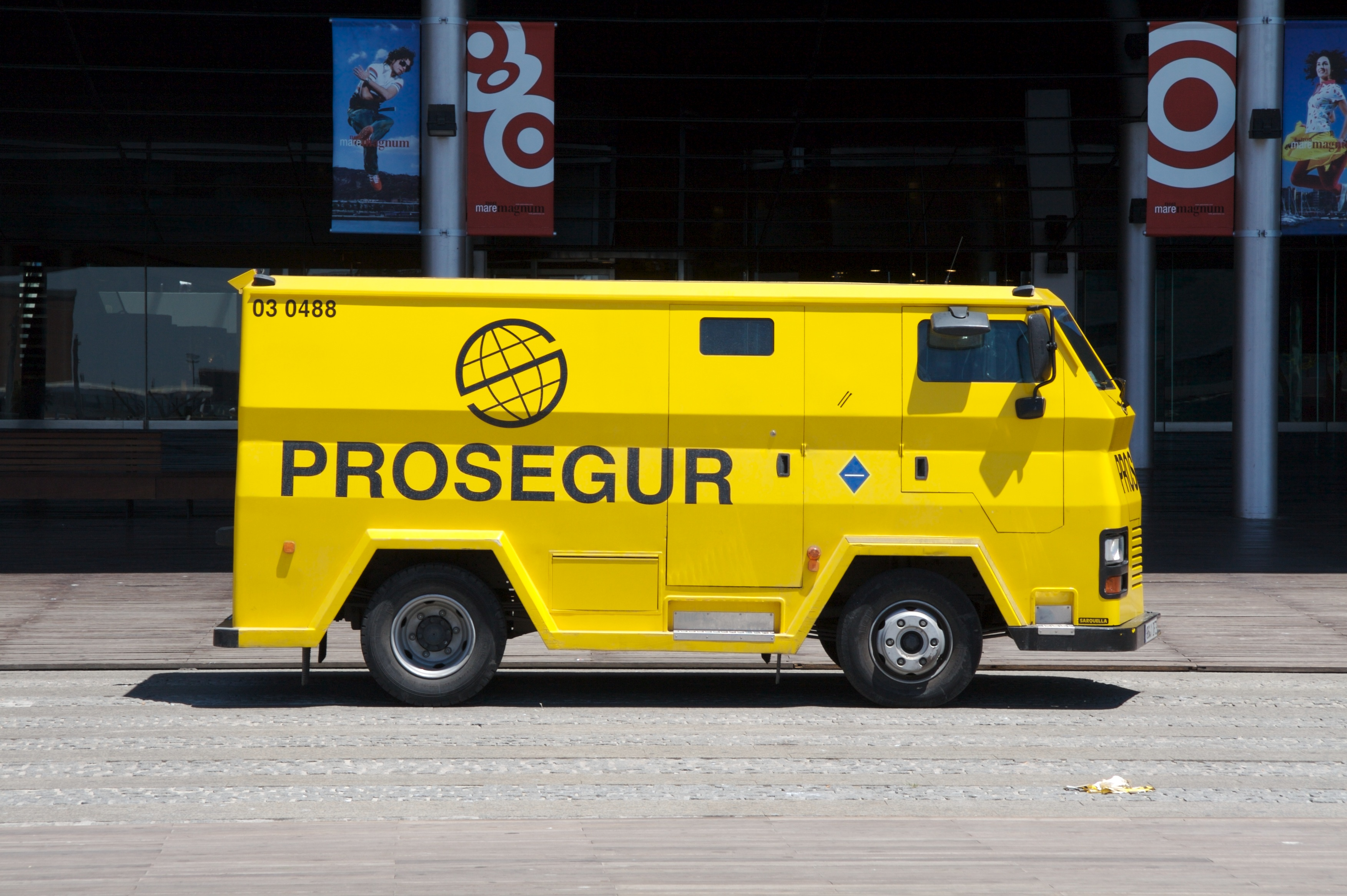
Geldauto in Barcelona

Een geldauto is een vrachtauto waarmee geld en andere kostbare documenten worden vervoerd. Deze auto's zijn gepantserd en nemen bewakers mee, zodat het geld niet gemakkelijk te ontvreemden is.
Een geldauto is als zodanig herkenbaar door het opschrift, bijvoorbeeld  "Geldtransport". Er wordt soms gesteld dat het veiliger is om onopvallende auto's te gebruiken. Overvallers zorgen er echter meestal wel voor dat ze goed geïnformeerd zijn en weten dus welke auto ze moeten hebben. Bovendien is het gebruikte gepantserde staal moeilijk te buigen, zodat een geldauto onvermijdelijk opvalt door de rechthoekige vorm.
De chauffeur van een geldauto mag tijdens zijn werk nimmer een raampje of deur openen, laat staan de auto verlaten. Vindt hij een obstakel op zijn weg, dan moet hij wachten tot iemand anders de weg vrij heeft gemaakt. Een intercominstallatie maakt het mogelijk te praten met mensen die buiten de auto staan.
Grote bankgebouwen hebben een beveiligde garage, vaak met twee deuren die niet tegelijk geopend worden. Eenmaal binnen kan de auto veilig geladen en gelost worden. Bij kleine bankgebouwen ontbreekt die mogelijkheid en wordt de geldauto zo dicht mogelijk bij de muur van het gebouw geparkeerd, waar een doorgeefluik in de muur zit. Op dat gemakkelijker te maken zit het stuurwiel soms aan de andere kant dan gebruikelijk is. Geldauto's hebben een ontheffing om over trottoirs te mogen rijden.